# اتصال چسبی تیتانیوم
اتصال چسبی تیتانیوم یک فرایند مهندسی است که در صنعت هوافضا، ساخت تجهیزات پزشکی و جاهای دیگر استفاده می‌شود. آلیاژ تیتانیوم به دلیل استحکام، وزن و مقاومت در برابر خوردگی اغلب در کاربردهای پزشکی و نظامی استفاده می‌شود. در دستگاه‌های پزشکی قابل کاشت، تیتانیوم به دلیل زیست سازگاری و لایه اکسیدی غیرفعال و پایدار آن استفاده می‌شود. همچنین آلرژی به تیتانیوم کم است و برای از بین بردن یا کاهش آلرژی، از پوشش دهی Parylene استفاده می‌شود. در صنعت هوافضا، اتصالات تیتانیومی اغلب به منظور صرفه جویی در هزینه و زمان استفاده می‌شود. در گذشته، بدنه زیردریایی‌های روسی کاملاً از تیتانیوم ساخته شده بود، زیرا ماهیت غیر مغناطیسی این ماده توسط فناوری دفاعی آن زمان کشف نشده بود. چسباندن چسب به تیتانیوم نیاز به آماده‌سازی سطح دارد و راه حل واحدی برای همه کاربردها وجود ندارد. به عنوان مثال، روش‌های شیمیایی و اچ سازگاری زیستی ندارند و زمانی که ابزارها با خون و بافت تماس پیدا می‌کنند، نمی‌توان از آنها استفاده کرد. تکنیک‌های مکانیکی ایجاد زبری مانند سنباده زدن و زبری ایجاد شده با لیزر ممکن است سطح را شکننده کرده و مناطق سختی ایجاد کند که برای بارگذاری چرخه ای که در کاربردهای نظامی پیدا می‌شود مناسب نباشد. اکسیداسیون هوا در دماهای بالا یک لایه اکسید کریستالی را با هزینهٔ کمتر تولید می‌کند، اما افزایش دما می‌تواند قطعات دقیق را تغییر شکل دهد. نوع چسب، ترموست یا ترموپلاستیک و روش‌های پخت نیز به دلیل برهمکنش چسب با لایه اکسید ترمیم شده، از عوامل اتصال تیتانیوم هستند.

## ساینده‌ها
اکسید آلومینیوم یا آلومینا و کاربید سیلیکون بیشتر برای آماده‌سازی تیتانیوم در اتصال اپوکسی استفاده می‌شود. آلومینا دارای سختی ۹ در مقیاس Mohs است در حالی که سختی کاربید سیلیکون کمی کمتر از سختی الماس است. بسته به هندسه قطعه کار و قابلیت پرتاب ذرات در پاشش آلومینا، اندازه ذرات آلومینا در محدوده ۱۰ تا ۱۵۰ میکرون استفاده می‌شود. ذرات کاربید سیلیکون معمولاً در محدوده ۲۰ تا ۵۰ میکرون هستند و زبری با سرعت بیشتری نسبت به آلومینا رخ می‌دهد. همان‌طور که چوب گلف تیتانیومی در هنگام برخورد با سطح زمین جرقه می‌زند، هنگامی که کاربید سیلیکون به سطح تیتانیوم برخورد می‌کند نیز، اپراتور جرقه‌هایی را می‌بیند. اگر مجموعه‌های الکترونیکی حساس در داخل محفظه تیتانیومی قرار داشته باشند، باید احتیاط شود. تخلیه الکترواستاتیک را می‌توان با یونیزه کننده‌های نقطه ای یا متصل کردن ابزار به زمین کاهش داد. به‌طور معمول بعد از پاشش شن، از Glass beadsها جهت تمیز کردن، ایجاد پوشش زاویه‌ای نرم‌تر و روشن‌تر استفاده می‌شود ولی در پاشش به تیتانیوم جهت ایجاد زبری، کمتر مورد استفاده قرار می‌گیرند. آنها به صورت ذرات کروی در محدوده ۳۵–۱۰۰ میکرون استفاده می‌شوند. آنها در مقیاس 6Mohs هستند و اغلب با آب برای ایجاد دوغاب hydrohone استفاده می‌شوند.

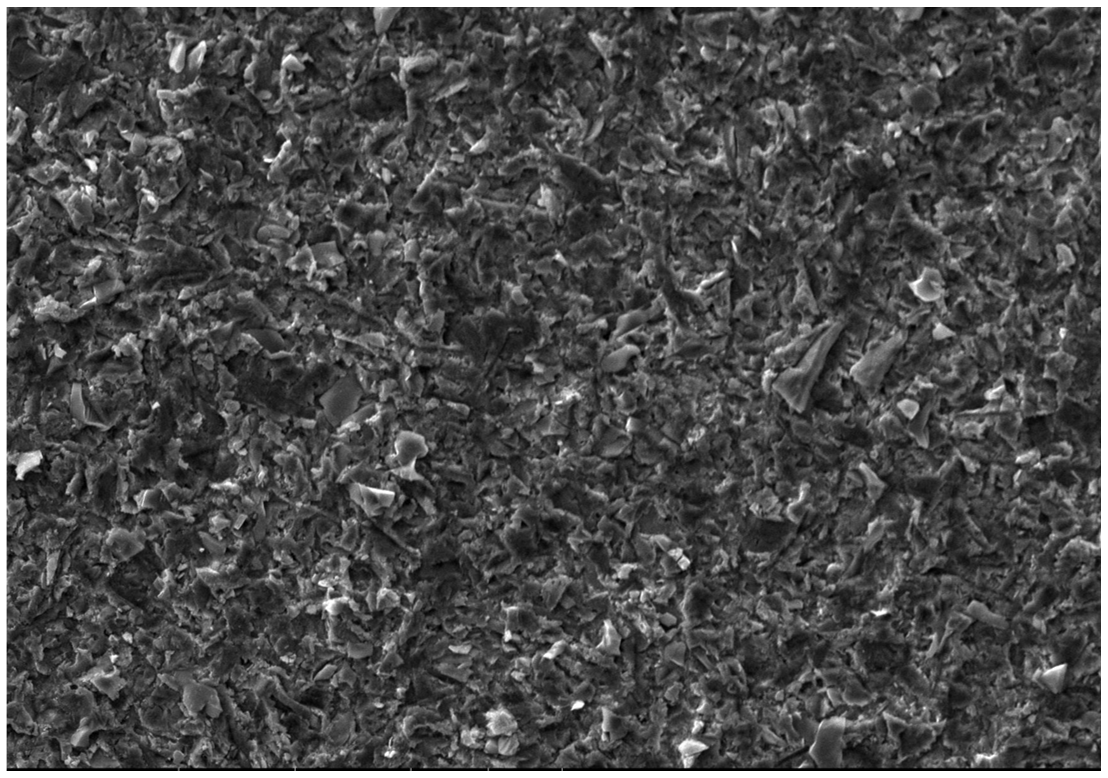
پاشش شن کاربید سیلیکون بر روی نمونه تیتانیوم خالص تجاری - بزرگنمایی ۵۰۰ برابر.

زبری سطح با استفاده از یک نازل پاشش که شن توسط هوای فشرده به پیش رانده می‌شود، به دست می‌آید. سرعت شن بسته به زبری و تکرارپذیری می‌تواند متفاوت باشد. برای مشخص کردن نوع و استحکام چسب، زبری سطح با استفاده از Ra, Sa و Sdr اندازه‌گیری می‌شود. مقادیر معمول Ra برای تیتانیوم خالص تجاری بین ۰٫۲ تا ۰٫۷۵ میکرومتر است. زبری سطح را می‌توان با ویسکوزیته اپوکسی و سرعت پخت، تنظیم و متناسب کرد. سطح زبر شده با آب مخصوص فرایند یا یک پاک کننده قلیایی شسته می‌شود و اغلب با استفاده از پرایمر مانند Silane A-187 یا alkoxide پوشش داده می‌شود. استفاده از پرایمر را می‌توان از طریق ابزار دستی مانند قلم مو انجام داد. همچنین می‌توان آن را روی سطح زبر اسپری کرد یا کل مجموعه را می‌توان در محلول پرایمر غوطه ور و سپس خشک کرد. روی سطوح تیتانیوم خالص تجاری که با کاربید سیلیکون زبر شده‌است، پرایمر سطح را تیره می‌کند و امکان تأیید کاربرد را فراهم می‌کند.
قطعه‌های پزشکی قابل کاشت اغلب در یک اتاق تمیز ساخته می‌شوند. طبقه‌بندی اتاق‌های تمیز معمولی در محدوده ISO-7 و ISO-8 یا بین کلاس 10k و 100k هستند. امکان استفاده از ساینده‌ها در چنین اتاق‌هایی امکان‌پذیر نیست. که در چنین مواقعی زبر کردن با استفاده از لیزر گزینه خوبی است.

## زبر کردن با لیزر

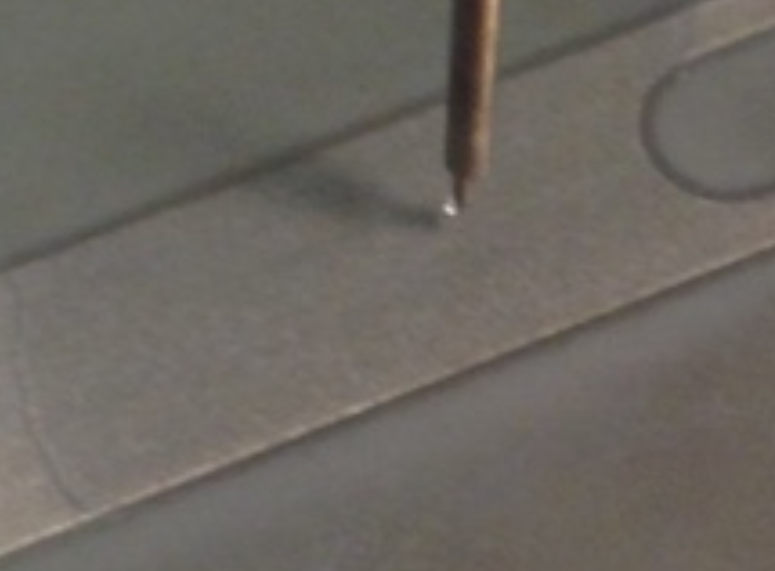
اندازه‌گیری زاویه تماس زبری لیزر در تیتانیوم گرید ۱.

زمانی که استفاده از ساینده‌ها و مواد شیمیایی محدودیت داشته باشند، زبر کردن سطوح تیتانیوم با لیزر برای اتصال اپوکسی گزینه خوبی است. همچنین این فرایند نسبت به پاشش ساینده، تکرارپذیری و سازگاری بیشتری دارد. مزایای دیگر این روش نسبت به ساینده‌ها زمان کم لمس تیتانیوم با لیزر است. عیب زبر کردن با لیزر هزینهٔ بالای تجهیزات و ابزار است. همچنین لیزر، بسته به توان خروجی و تعداد دفعات، قطعه را گرم می‌کند. مواد را از سطح جدا می‌کند و بخش‌هایی از قطعه را سخت می‌کند. Neodymium doped yttrium aluminum garnet (Nd:YAG)، هریک از لیزرهای CO 2، سبز و فمتوثانیه بسته به قطعه کار و الزامات چسبندگی قابل استفاده هستند. نشانگر لیزر فیبر یا YAG که سطح تیتانیوم را بازپخت می‌کنند راه‌حل کم‌هزینه‌ای هستند در حالی که لیزر فمتوثانیه گران است. زبری سطحی که با لیزر زبر شده، بهتر است با استفاده از میکروسکوپ لیزری اسکن سه بعدی یا Profilometer غیر تماسی اندازه‌گیری شود. تجزیه و تحلیل XPS و SEM تیتانیوم آلیاژی، مانند گرید ۵، جدایش آلومینیوم و وانادیم را نشان می‌دهد. اغلب اوقات، زبری لیزر در شرایط محیطی یا بدون گاز محافظ آرگون انجام می‌شود. عناصر محیطی مانند کربن و نیتروژن که هیچ نقشی در اتصال ندارند را می‌توان از تجزیه و تحلیل سطح نادیده گرفت. زبری لیزری تیتانیوم گرید ۵ نشان می‌دهد که وانادیوم از آلیاژ جدا شده و با افزایش اکسیژن در سطح ظاهر می‌شود. آزمایش‌ها نشان داده‌است که این جداسازی بر چسبندگی سطح تأثیر نمی‌گذارد. افزایش قدرت لیزر باعث افزایش اکسیداسیون تیتانیوم گرید ۵ شده‌است که با افزایش استحکام اتصال ارتباط دارد. فرورفتگی‌های ایجاد شده توسط پالس‌های لیزری متعدد باعث افزایش سطح برای چسبندگی می‌شود، اما به دلیل پلاسمای ناشی از لیزر، تشکیل اکسید را کاهش می‌دهد. بسته به گرید تیتانیوم و چسب مورد استفاده، پارامترهای قدرت و فرکانس لیزر را می‌توان به مقدار بارگذاری و شرایط مفید سطح، تنظیم کرد. اکسید فلزی ناخواسته ممکن است زمانی اتفاق بیفتد که از توان لیزر بالاتر و پاس‌های متعدد استفاده شود. پس از زبر شدن سطح، اینها را می‌توان با یک پاس لیزری با توان کمتر یا یک قلم مو، حذف کرد. اندازه دانهٔ تیتانیوم بر زبری سطح، سختی و ترشوندگی سطح تأثیر می‌گذارد. ریزساختار تیتانیوم گرید ۲، با دانه‌های کوچکتر آماده‌سازی سطح را بهبود بخشید. مانند زبری ایجاد شده به وسیلهٔ ساینده‌ها، از پرایمر برای آب‌بندی سطح زبر لیزری استفاده می‌شود.

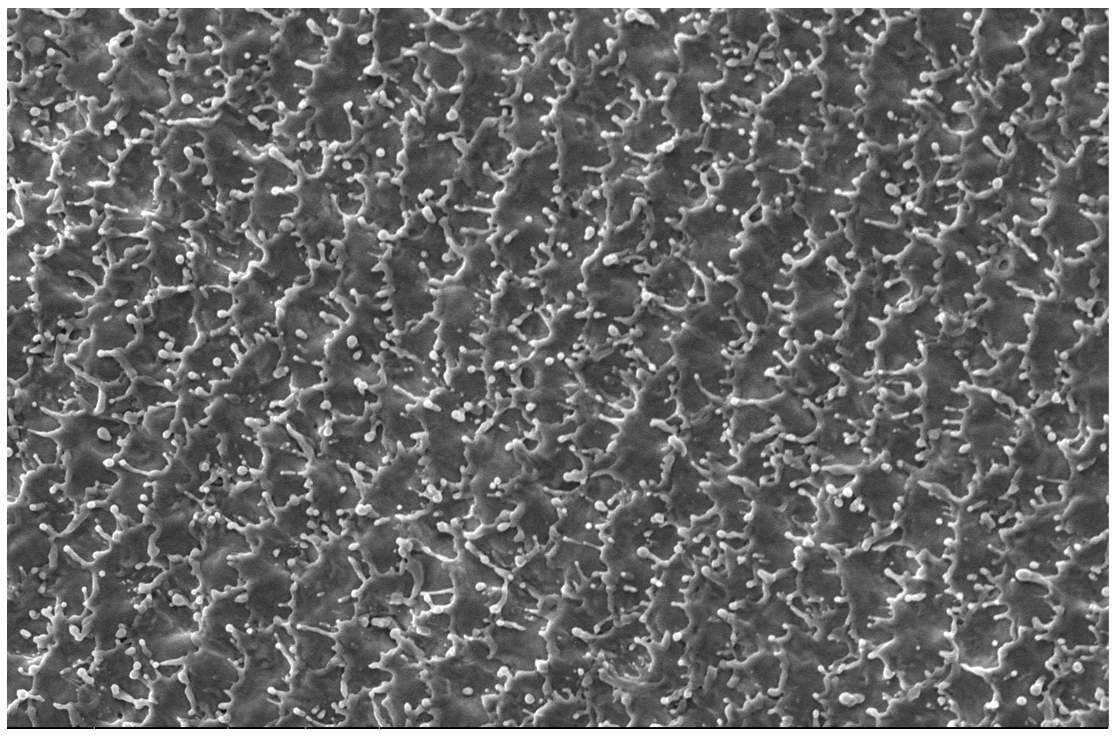
تیتانیوم خالص تجاری با استفاده از لیزر فیبر ۰۰۱. اینچ فاصله، سرعت ۱۰۰ اینچ در ثانیه - بزرگنمایی ۵۰۰ برابر زبر شده‌است.

## آماده‌سازی برای اچ و آندایزینگ
قبل از اچ و آندایزینگ، باید چربی گیر با alumina grit blast برای حذف اکسیدهای ناخواسته روی سطح استفاده شود. یک مطالعه در سال ۱۹۸۲ در مرکز توسعه هوایی نیروی دریایی، ۱۱ فرآورده اچ و آندایز کننده را بر روی نمونه‌های تیتانیوم گرید ۵ مقایسه کرد. پس از اتصال، این نمونه‌ها به مدت ۵۶ روز در معرض دمای ۱۴۰ درجه فارنهایت و رطوبت نسبی ۱۰۰ درصد قرار گرفتند. رشد ترک در فواصل از پیش انتخاب شده اندازه‌گیری شد. نتایج نشان داد که آندایز کرومیک اسید با فلوراید،
محلول اچ Turco 5578،
Pasa Jell 107C – hydrohone,
Pasa Jell 107M – dry hone,
Dapcotreat 4023/4000 و
alkaline peroxide
نسبت به فلوراید فسفات برتری داشتند.
Turco 5578-L یک ماده پاک کننده قلیایی و محلول اچ متداول برای تیتانیوم است. این محصول توسط شرکت Henkel Technologies تولید می‌شود و به شکل مایع می‌باشد، بنابراین غلظت آن به راحتی قابل تغییر است. این یک اچ کننده ناهمسانگرد است که از hydrogen embrittlement جلوگیری می‌کند. هنگامی که روی تیتانیوم گرید ۵ استفاده می‌شود، یک لایه اکسید با ضخامت ۱۷٫۵ نانومتر و ارتفاع کل زبری سطح ۳٫۴ میکرومتر تولید می‌کند(R t).
در رابطه با اسید کرومیک، آنودیزینگ معمولاً در ولتاژ ۵ یا ۱۰ ولت انجام می‌شود. مطالعه سال ۱۹۸۲ که در بالا ذکر شد بیان کرد که از منظر باز نشدن ترک، ۵ ولت بهتر از ۱۰ ولت عمل می‌کند. در بررسی آماده‌سازی تیتانیوم، Critchlow و Brewis بیان کردند که آنودایز ۱۰ ولت پایداری بهتری دارد. آنودایز ۱۰ ولتی می‌تواند یک لایه اکسیدی ستونی و سلولی با ضخامت بین ۸۰ تا ۵۰۰ نانومتر تولید کند. منافذ ایجاد شده را می‌توان با انتخاب یک چسب با ویسکوزیته کم مانند رزین 3M 1838 epoxide یا اپوکسی Epo-Tek 301 پر کرد. اگر قبل از اتصال، اکسید سطحی در معرض دماهای بالای ۳۰۰ درجه سانتی گراد و رطوبت قرار گیرد، ممکن است مشکل آفرین باشد.
Pasa Jell wet و dry hone اچ‌های شیمیایی تولید شده توسط Semco هستند. آنها اکسیدی با ضخامت ۱۰–۲۰ نانومتر ایجاد می‌کنند. توصیه می‌شود قبل از استفاده، سطح تیتانیوم را چربی زدایی کنید و هرگونه خوردگی را از طریق سنباده زدن پاک کنید. زمان استفاده معمول، ۱۰ تا ۱۵ دقیقه و سپس شستشو با آب لوله‌کشی است. استفاده از یک پرایمر بازدارنده از خوردگی مانند BR-127 نشان داده‌است که اتصالات چسبی قابل مقایسه با اتصالات تولید شده توسط فرایند آندایزینگ اسید کرومیک ایجاد می‌کند.